# 呉文俊
呉 文俊（ご ぶんしゅん、1919年5月12日 - 2017年5月7日）は、中華人民共和国の数学者。上海市出身。中国科学院院士。

## 経歴
原籍は浙江省嘉興県で、1919年5月12日に上海市に生まれた。1936年、上海交通大学数学系に入学した。1940年を卒業。1940年～1945年育英中学、培真中学、南洋模範女子中学、之江大学教員を務めた。1946年、上海臨時大学に採用され、鄭太朴教授の助手に就任した。同年8月に中央研究院へ移り数学研究所助研究員に着任。1947年、フランスのストラスブール大学に留学し、1949年同大学より博士号を授与された。
1951年に帰国し、北京大学数学系教授を務めた。1952年10月、中国科学院数学研究所の研究員に転任。1979年に中国共産党入党。1980年、中国科学院系統科学研究所に転入。1998年、中国科学院数学与系統科学研究院に転入。
1985年、中国数学会理事長に就任。1992年、中国科学院数理学部主任に就任。2002年に国際数学者大会の主席に選ばれました。

## 栄典
- 1957年、中国科学院院士

## 受賞
- 1956年、国家自然科学賞一等賞
- 1979年、中国科学院自然科学一等賞
- 1990年、第三世界科学院数学賞
- 1993年、陳嘉庚数理科学賞
- 1994年、香港求是科学技術基金会傑出科学者賞
- 2000年、国家最高科学技術賞[1]
- 2006年、邵逸夫数学賞

## 家族
- 父：呉国福